# Saururàcies
Saururàcia. Saururaceae és una família de plantes amb flors que consta de quatre gèneres i set espècies de plantes herbàcies natives de l'est i sud d'Àsiai Amèrica del Nord. Aquesta família ha estat reconeguda per la majoria dels taxonomistes i en anglès de vegades es coneix com la "lizard's-tail family" (família de la cua del llangardaix).

## Gèneres i espècies
- Anemopsis californica (Nutt.) Hook. & Arn. (Yerba mansa). – Amèrica del Nord.
- Gymnotheca chinensis Decne. – Àsia.
- Gymnotheca involucrata S. J. Pei. – Àsia.
- Houttuynia cordata Thunberg. – Àsia.
- Houttuynia emeiensis Z.Y.Zhu & S.L.Zhang - Àsia.
- Saururus cernuus L. (Lizard's tail, Water-dragon)– Amèrica del Nord.
- Saururus chinensis (Loureiro) Baillon. – Asia.
- †Saururus tuckerae - Eocè mitjà[1]